# Community Shield 2011
La Community Shield 2011 fue la edición Nº 89 de la competición, fue disputada entre el campeón de la Premier League 2010/11, el Manchester United y el campeón de la FA Cup 2010-11, el Manchester City.
El partido se disputó el 7 de agosto de 2011 en el nuevo Wembley ante 77.169 espectadores.
El trofeo se lo adjudicó el Manchester United (3-2) por cuarta vez en cinco años y sigue siendo el equipo más laureado en esta competición inglesa con 19 trofeos.
Además el partido supuso el derbi número 160, entre el United y el City, conocido como el derbi de Mánchester.

## Community Shield 2011

### Equipos
| Manchester United |  | Bandera de Inglaterra |  | Campeón de la Premier League (2010/11) |
| Manchester City   |  | Bandera de Inglaterra |  | Campeón de la FA Cup (2010-11)         |

La Community Shield 2011 fue la edición Nº 89 de la competición, fue disputada entre el campeón de la Premier League 2010/11, el Manchester United y el campeón de la FA Cup 2010-11, el Manchester City.
El partido se disputó el 7 de agosto de 2011 en el nuevo Wembley ante 77.169 espectadores.
El trofeo se lo adjudicó el Manchester United (3-2) por cuarta vez en cinco años y sigue siendo el equipo más laureado en esta competición inglesa con 19 trofeos.
Además el partido supuso el derbi número 160, entre el United y el City, conocido como el derbi de Mánchester.

## Community Shield 2011

### Equipos
| Manchester United |  | Bandera de Inglaterra |  | Campeón de la Premier League (2010/11) |
| Manchester City   |  | Bandera de Inglaterra |  | Campeón de la FA Cup (2010-11)         |

### Partido
| 25         | POR        | Joe Hart           |     |
| 2          | DEF        | Micah Richards     |     |
| 4          | DEF        | Vincent Kompany    |     |
| 6          | DEF        | Joleon Lescott     |     |
| 13         | DEF        | Aleksandar Kolarov | 73' |
| 34         | MED        | Nigel de Jong      |     |
| 7          | MED        | James Milner       | 67' |
| 42         | MED        | Yaya Touré         |     |
| 21         | DEL        | David Silva        |     |
| 45         | DEL        | Mario Balotelli    | 59' |
| 10         | DEL        | Edin Džeko         |     |
| Entrenador | Entrenador | Roberto Mancini    |     |

| 1          | POR        | David de Gea      |     |
| 12         | DEF        | Chris Smalling    |     |
| 5          | DEF        | Rio Ferdinand     | 46' |
| 15         | DEF        | Nemanja Vidić     | 46' |
| 3          | DEF        | Patrice Evra      | 71' |
| 16         | MED        | Michael Carrick   | 46' |
| 8          | MED        | Anderson          |     |
| 17         | MED        | Nani              |     |
| 18         | MED        | Ashley Young      |     |
| 10         | DEL        | Wayne Rooney      |     |
| 19         | DEL        | Danny Welbeck     | 89' |
| Entrenador | Entrenador | Sir Alex Ferguson |     |

| 18 | MED | Gareth Barry | 59' |
| 11 | MED | Adam Johnson | 67' |
| 22 | DEF | Gaël Clichy  | 73' |

| 4  | DEF | Phil Jones       | 46' |
| 23 | DEF | Jonny Evans      | 46' |
| 35 | MED | Tom Cleverley    | 46' |
| 21 | DEF | Rafael da Silva  | 71' |
| 9  | DEL | Dimitar Berbatov | 89' |

|  | 38'   | Joleon Lescott | 1-0 |
|  | 45+1' | Edin Džeko     | 2-0 |

|  | 52'   | Chris Smalling | 2-1 |
|  | 58'   | Nani           | 2-2 |
|  | 90+4' | Nani           | 2-3 |

| Amonestado | 19' | Edin Džeko         |
| Amonestado | 22' | Micah Richards     |
| Amonestado | 34' | Yaya Touré         |
| Amonestado | 55' | James Milner       |
| Amonestado | 60' | Aleksandar Kolarov |

| Amonestado | 19' | Anderson     |
| Amonestado | 40' | Patrice Evra |

|  |

|  |

| Árbitro             | Phil Dowd      |
| Árbitros asistentes | Simon Long     |
| Árbitros asistentes | Andrew Garratt |
| Cuarto árbitro      | Kevin Friend   |

| 25         | POR        | Joe Hart           |     |
| 2          | DEF        | Micah Richards     |     |
| 4          | DEF        | Vincent Kompany    |     |
| 6          | DEF        | Joleon Lescott     |     |
| 13         | DEF        | Aleksandar Kolarov | 73' |
| 34         | MED        | Nigel de Jong      |     |
| 7          | MED        | James Milner       | 67' |
| 42         | MED        | Yaya Touré         |     |
| 21         | DEL        | David Silva        |     |
| 45         | DEL        | Mario Balotelli    | 59' |
| 10         | DEL        | Edin Džeko         |     |
| Entrenador | Entrenador | Roberto Mancini    |     |

| 1          | POR        | David de Gea      |     |
| 12         | DEF        | Chris Smalling    |     |
| 5          | DEF        | Rio Ferdinand     | 46' |
| 15         | DEF        | Nemanja Vidić     | 46' |
| 3          | DEF        | Patrice Evra      | 71' |
| 16         | MED        | Michael Carrick   | 46' |
| 8          | MED        | Anderson          |     |
| 17         | MED        | Nani              |     |
| 18         | MED        | Ashley Young      |     |
| 10         | DEL        | Wayne Rooney      |     |
| 19         | DEL        | Danny Welbeck     | 89' |
| Entrenador | Entrenador | Sir Alex Ferguson |     |

| 18 | MED | Gareth Barry | 59' |
| 11 | MED | Adam Johnson | 67' |
| 22 | DEF | Gaël Clichy  | 73' |

| 4  | DEF | Phil Jones       | 46' |
| 23 | DEF | Jonny Evans      | 46' |
| 35 | MED | Tom Cleverley    | 46' |
| 21 | DEF | Rafael da Silva  | 71' |
| 9  | DEL | Dimitar Berbatov | 89' |

|  | 38'   | Joleon Lescott | 1-0 |
|  | 45+1' | Edin Džeko     | 2-0 |

|  | 52'   | Chris Smalling | 2-1 |
|  | 58'   | Nani           | 2-2 |
|  | 90+4' | Nani           | 2-3 |

| Amonestado | 19' | Edin Džeko         |
| Amonestado | 22' | Micah Richards     |
| Amonestado | 34' | Yaya Touré         |
| Amonestado | 55' | James Milner       |
| Amonestado | 60' | Aleksandar Kolarov |

| Amonestado | 19' | Anderson     |
| Amonestado | 40' | Patrice Evra |

|  |

|  |

| Árbitro             | Phil Dowd      |
| Árbitros asistentes | Simon Long     |
| Árbitros asistentes | Andrew Garratt |
| Cuarto árbitro      | Kevin Friend   |

| Campeón Community Shield 2011 |
| ----------------------------- |
| Manchester United 19º título  |

| Predecesor: Community Shield 2010 | Community Shield 2011 | Sucesor: Community Shield 2012 |